# ジョン・シンジョン (第2代シンジョン子爵)
第2代シンジョン子爵ジョン・シンジョン（英語: John St John, 2nd Viscount St John、1702年5月3日 – 1748年11月）は、グレートブリテン王国の貴族、政治家。初代ボリングブルック子爵ヘンリー・シンジョンは異母兄。

## 生涯
初代シンジョン子爵ヘンリー・シンジョンと2人目の妻アンジェリカ・マグダレーナ・ペリッサリー（Angelica Magdalena Pelissary）の息子として、1702年5月3日に生まれた。1717年にイートン・カレッジで教育を受けた後、1720年にパリで教育を受けた。
1727年イギリス総選挙でウートン・バセット選挙区から出馬して当選した後、一貫して野党の立場で投票、1734年の七年議会法廃止でのみ政府を支持した。1734年イギリス総選挙では立候補しなかったが、1737年には王太子フレデリック・ルイスを支持した。
1742年4月に父が死去すると、シンジョン子爵の爵位を継承した。
1748年11月/1749年2月に死去、長男フレデリックが爵位を継承した。

## 家族
1729年4月17日、アン・ファーニーズ（1747年7月11日没、第2代準男爵ロバート・ファーニーズの娘）と結婚、3男1女をもうけた。
- フレデリック（1732年 – 1787年） - 第3代シンジョン子爵、第2代ボリングブルック子爵
- ヘンリー（英語版）（1738年 – 1818年） - 陸軍軍人、庶民院議員
- ルイーサ（1820年2月4日没） - 1760年8月20日、初代バゴット男爵ウィリアム・バゴットと結婚
- ジョン（英語版）（1746年頃 – 1793年） - 庶民院議員、生涯未婚

1748年6月19日、ヘスター・クラーク（Hester Clarke、1752年3月8日没、ジェームズ・クラークの娘）と再婚したが、2人の間に子供はいなかった。